# Mateusz Śpiewak
Mateusz Marek Śpiewak (ur. 1980) – polski kardiolog, doktor habilitowany nauk medycznych, adiunkt Instytutu Kardiologii w Warszawie-Aninie. 

## Życiorys
Wydział Lekarski Akademii Medycznej w Warszawie ukończył z wyróżnieniem w 2005. Po dyplomie pracował najpierw w I Katedrze i Klinice Kardiologii macierzystej Akademii Medycznej. W 2008 rozpoczął pracę w anińskim Instytucie Kardiologii. 
Stopień doktorski otrzymał w 2011 broniąc pracy Ocena wpływu izolowanej niedomykalności płucnej oraz niedomykalności płucnej z towarzyszącym zwężeniem drogi odpływu prawej komory na wielkość i funkcję prawej komory w badaniu rezonansu magnetycznego serca u pacjentów po korekcji całkowitej tetralogii Fallota, przygotowanej pod kierunkiem Elżbiety Katarzyny Biernackiej. 
Specjalizację z kardiologii uzyskał w 2013. Habilitował się w 2015 na podstawie oceny dorobku naukowego i cyklu publikacji pt. Zastosowanie badania rezonansu magnetycznego serca w ocenie wskazań do wymiany zastawki płucnej.
Na dorobek naukowy M. Śpiewaka składa się szereg opracowań oryginalnych publikowanych m.in. w czasopismach takich jak „Journal of the American College of Cardiology", „Circulation”, „JACC: Cardiovascular Imaging”, „Catheterization and Cardiovascular Interventions", „Circulation Research” oraz „Kardiologia Polska”.
Należy do Polskiego Towarzystwa Kardiologicznego (Sekcja Kardiologicznego Rezonansu Magnetycznego i Tomografii Komputerowej PTK).
W 2016 został laureatem Nagrody Prezesów Polskiego Towarzystwa Kardiologicznego – za cykl badań dotyczących nowych zastosowań rezonansu magnetycznego w kardiologii.